# Mario Toffanin
Mario Toffanin, detto Giacca (Padova, 9 novembre 1912 – Sesana, 22 gennaio 1999), è stato un partigiano italiano.
Comandò il gruppo di gappisti che catturò e uccise diciassette partigiani della Brigata Osoppo, in quello che venne chiamato eccidio di Porzûs. Condannato all'ergastolo nel 1952, si rifugiò in Jugoslavia venendo infine graziato nel 1978.

## Biografia
Quando Toffanin aveva sette anni il padre si trasferì a Trieste, per lavorare ai Cantieri San Marco. Nel 1933 entrò nel Partito Comunista Italiano, al quale aveva fatto richiesta di affiliarsi già a 17 anni. Lavorò al San Marco dal 1927 al 1940, quando fu coscritto in previsione dell'ingresso dell'Italia nella seconda guerra mondiale. Si fece riformare dopo tre mesi di leva e riparò in Jugoslavia.
Durante l'invasione della Jugoslavia ricevette l'incarico di organizzare la resistenza e di costituire delle formazioni partigiane, con le quali combatté dal 1941 al 1943 in Croazia. Arrestato il 20 aprile 1943 riuscì a fuggire quattro mesi dopo assieme ad altri 28 antifascisti, durante il trasferimento in Germania. Tornò a Trieste dopo l'8 settembre e dove diresse i GAP locali; in tale periodo la moglie (Giorgina Toffanin) fu deportata ad Auschwitz, da dove tornò alla fine del 1945.

### L'eccidio di Porzûs

Il casolare presso il quale furono catturati i partigiani della brigata Osoppo

Trasferito, fu assegnato ai GAP di Udine. Il 2 febbraio 1945 formò un nuovo battaglione. Il 7 febbraio 1945, su mandato del Comando del IX Korpus sloveno e dei dirigenti della federazione del PCI di Udine, il battaglione si finse composto da sbandati e prese prigioniero, alle malghe di Porzûs (comune di Faedis), il comando della Brigata Osoppo, guidata da Francesco De Gregori, detto "Bolla" (zio del cantautore Francesco De Gregori).
I membri dell'Osoppo furono radunati e Toffanin interrogò "Bolla" sull'ubicazione delle armi e delle munizioni della brigata, che furono requisite. De Gregori e Gastone Valente detto "Enea" (commissario politico delle Brigate Giustizia e Libertà) furono subito uccisi, gli altri partigiani osovani furono portati via e interrogati.
()
Il giorno dopo i partigiani della Osoppo furono smistati presso il battaglione "Ardito" e il Battaglione "Giotto". Tutti, fra i quali Guido Pasolini detto "Ermes", fratello dello scrittore Pier Paolo Pasolini, furono uccisi, tranne due che decisero di entrare nelle forze partigiane gappiste. La federazione del PCI di Udine cercò di attribuire le uccisioni a forze tedesche o fasciste, destituendo però i comandanti gappisti ad aprile del 1945, due mesi dopo l'eccidio.
Il fatto viene ricordato come eccidio di Porzûs. Mario Lizzero, commissario politico delle brigate Garibaldi friulane, non appena seppe della strage, propose la pena di morte per Toffanin e i suoi uomini, lasciandolo però andare dopo un colloquio a quattr'occhi del quale non volle mai rivelare il contenuto.

In un'autobiografia pubblicata postuma 1995, Lizzero affermerà:

### Il dopoguerra
Durante l'occupazione jugoslava del capoluogo giuliano, nel 1945, Toffanin ricevette la nomina a funzionario del PCI cittadino. Il 23 giugno 1945 fu denunciato presso la procura di Udine per l'eccidio di Porzus dal Comando Divisioni Osoppo. Nel 1946, quindi, fuggì in Jugoslavia, dove ricevette la "Partizanska spomenica 1941", onorificenza jugoslava per i veterani della guerra partigiana. Quando la Jugoslavia fu espulsa dal Cominform si spostò in Cecoslovacchia. Nell'ottobre del 1951 iniziò il processo per i fatti di Porzûs presso la Corte d'Assise di Lucca. Nel 1952 fu quindi condannato, in contumacia, all'ergastolo. Nel 1978, durante la presidenza Pertini gli venne concessa la grazia, atto che fu contestato da diversi commentatori. Nel 1991 si trasferì a Sesana, centro sloveno a poca distanza dal confine italiano, dove morì a 86 anni, il 22 gennaio 1999.